# Hideki Ishige
Hideki Ishige (Tokio, 21 de septiembre de 1994) es un futbolista japonés que juega como mediocampista en el Wellington Phoenix F. C. de la A-League de Australia.

## Selección nacional

### Participaciones en Copas del Mundo
| Mundial                     | Sede   | Resultado        | Partidos | Goles |
| --------------------------- | ------ | ---------------- | -------- | ----- |
| Copa Mundial Sub-17 de 2011 | México | Cuartos de final | 5        | 3     |

## Clubes
| Club                     | País          | Año       |
| ------------------------ | ------------- | --------- |
| Shimizu S-Pulse          | Japón         | 2012-2021 |
| J.League sub-22 (cesión) | Japón         | 2014-2015 |
| Fagiano Okayama (cesión) | Japón         | 2017      |
| Fagiano Okayama (cesión) | Japón         | 2021      |
| Gamba Osaka              | Japón         | 2022-2024 |
| Wellington Phoenix F. C. | Nueva Zelanda | 2024-     |